# Gravimetrie (geofysica)
Gravimetrie is een discipline waarbij men het Aardse zwaartekrachtsveld in kaart brengt.
Dit is van belang in de geodesie voor het bepalen van een nauwkeurige geoïde. Uit veranderingen kan massatransport door bijvoorbeeld stromingen in vulkanen of door het smelten van ijskappen gemeten worden. Uit kleine ruimtelijke variaties verzamelt men informatie over zwaardere of lichtere materialen in de ondergrond. In het bijzonder zoekt men op die manier met een pendule-gravimeter naar ertsen van zware elementen, bijvoorbeeld uranium.